# 크레티앵 기욤 드 라무아뇽 드 말제르브
크레티앵 기욤 드 라무아뇽 드 말제르브(프랑스어: Chrétien Guillaume de Lamoignon de Malesherbes, 1721년 12월 6일 ~ 1794년 4월 23일)는 프랑스의 법률가, 정치인이다. 말제르브(프랑스어: Malesherbes), 또는 라무아뇽말제르브(프랑스어: Lamoignon-Malesherbes)라고 불리기도 하였다. 루이 16세의 변호인을 맡았다.

## 생애

### 초년과 초기활동
말제르브는 1721년 12월 6일 파리에서 태어났다. 그의 집안은 유명한 법률가 집안이었고, 그 역시도 법률 공부를 하였다. 1744년 그는 파리 고등법원 고문이 되었고, 1750년 그의 아버지인 기욤 드 라무아뇽 드 블랑메닐이 대법관으로 승진하자 말제르브는 조세법원 원장과 출판총감이 되었다. 대법관의 임무 중 하나는 언론을 제어하는 것이었고, 말제르브의 아버지는 이 일을 말제르브에게 맡겼다. 18년의 재임기간동안 말제르브는 법률가로서보다는 공직생활에 더 많이 연관되었다. 효율성을 위해서 그는 파리의 문학지도자들과 교류하였으며, 특히 드니 디드로와 많은 교류를 나누었다. 그림 남작 프리드리히 멜키오르는 '말제르브의 도움이 없었다면 《앙시클로페디》(프랑스어: Encyclopédie)는 출판되지 못했을 것'이라고 말하기도 하였다.

### 공직 생활
1771년부터 말제르브는 정치에 개입하기 시작하였다. 당시 프랑스 의회는 해산되었고, 르네 니콜라 드 모푸의 사법부의 일처리를 위한 새로운 방법이 제시된 상태였다. 모푸의 방법은 사법부가 일을 더 좋고 더 빠르게 해낼 수 있도록 제안된 방법이었지만, 지나친 집중화로 인해 비판받았고 또한 법관 자리를 세습을 통해서 물려받는 법복 귀족 제도를 폐지하려고 하여 공격받았다. 말제르브는 이에 대해서 크게 반대하였고 그 결과 그의 영지로 좌천되었다. 그러나 루이 16세가 즉위함과 동시에 의회가 복구됨과 함께 다시 불러들여졌고 1775년에는 국무장관이 되었다. 말제르브는 단 9달 동안 장관직을 유지하였다. 그동안 그는 치안에 많은 신경을 썼으며, 국민을 국왕의 뜻대로 체포할 수 있는 봉인장(프랑스어: Lettre de cachet)의 남발을 막았다.
말제르브는 1776년 튀르고 내각에서부터 퇴임하였다. 퇴임한 후 그는 지방에서 평화로운 삶을 사는 것을 택하였다. 그는 스위스, 독일, 네덜란드 등을 여행하기도 하였다. 1787년에 저술한 개신교도들의 결혼에 대한 수필은 세간의 관심을 끌기도 하였다. 또한 그는 식물학을 연구하기도 하였다. 그는 조르주루이 르클레르 드 부퐁이 공격하였던 식물학자들의 편에 서서 부퐁을 비판하기도 하였고, 이미 1750년부터 과학 아카데미의 회원이기도 하였다. 말제르브는 프랑스 한림원의 회원이기도 하였다. 이때까지만 하더라도 말제르브는 과학과 문학에 심취하여 가족과 함께 평화롭게 남은 일생을 보낼 것 같이 보였다. 그러나 국왕은 1787년 말제르브를 다시 불러들였고, 말제르브는 잠시 동안이나마 다시 공직을 맡아야했다. 그는 얼마 지나지 않아 다시 그의 전원 생활로 돌아갔고, 프랑스의 상황이 점점 험악해지자 스위스로 이주하였다.

### 처형
1792년 12월, 이미 상당히 늙은데다가 오래전에 은퇴하였음에도 불구하고 말제르브는 자청해서 프랑수아 드니 트롱셰, 레이몽 드세즈 등과 함께 루이 16세를 변호하기 위해서 다시 프랑스로 돌아왔다. 그의 노력에도 불구하고 루이 16세는 처형되었다. 이후 그는 다시 한 번 프랑스로 돌아왔으나 1793년 12월 그의 딸과 사위, 손자들과 체포되었다. 말제르브는 결국 1794년 4월 23일 단두대에서 처형당했다.

## 저서
말제르브의 과학 관련 논문에는 여러 가지가 있다. 그중 가장 중요한 것은 Obsurvations sur Buffon et Daubenton이다. 이 논문은 말제르브가 젊은 시절에 적었다가 1798년 출판되었다. 그 외 분야의 논문에는 1809년에 출판된 Mémoire pour Louis XVI, Mémoire sur la liberté de la presse가 있다.
 본 문서에는 현재 퍼블릭 도메인에 속한 브리태니커 백과사전 제11판의 내용을 기초로 작성된 내용이 포함되어 있습니다.